# Александър Кръстевски-Юлски
Вижте пояснителната страница за други личности с името Александър Кръстевски.
Александър Кръстевски (на македонска литературна норма: Александар Крстевски-Jулски) с псевдоним Юлски е югославски партизанин и политик от Социалистическа република Македония.

## Биография
Роден е в Прилеп, където завършва местната гимназия. Заместник-командир е на втора чета на велешко-прилепския народоосвободителен партизански отряд „Димитър Влахов“. Към 15 август 1944 г. е политически комисар на първа македонска ударна бригада. и член на Първия областен комитет на Македонската комунистическа партия. От 1963 до 1967 г. е републикански секретар за бюджет и организация на управлението. В периода 1975-1984 г. е държавен прокурор на Социалистическа република Македония. Умира през 2006 г.